# Schweizer Mobilfunkmarkt
In der Schweiz besitzen drei Netzbetreiber die Konzession für den Betrieb eines Mobilfunknetzes. Sie zählen insgesamt rund 11,2 Mio. Mobilfunkanschlüsse (Ende 2018) und versorgen die Schweiz nahezu flächendeckend mit 3G/UMTS (> 99 % Bevölkerungsabdeckung) und 4G/LTE (Abdeckung bei allen drei Anbietern jeweils mind. 97 %). Ab 2019 wurde 5G in Betrieb genommen.

## Mobilfunkbetreiber in der Schweiz
Die drei Telekommunikationsunternehmen Swisscom, Sunrise und Salt Mobile bieten landesweite und internationale Produkte für Privat- und Geschäftskunden an.

## Geschichte der Mobilfunknetze in der Schweiz
Die ersten Telefonnetze über Funkwellen entstanden 1930. Anfang Oktober 1930 wurde die Hütte Piz Sol des SAC versuchsweise durch die USKA mit einer Kurzwellenfunkanlage ausgerüstet, um eine Verbindung nach Ragaz herzustellen. Zuerst wurde mit Morsetelegraphie gearbeitet. Ab Dezember 1930 mit Telefonie. 1939 wurden Hütten der SAC mit Hüttentelefonen ausgerüstet. Gesendet wurde im Frequenzbereich zwischen 40 und 70 MHz mit einem Sender mit 10 Watt Ausgangsleistung. Sender und Empfänger waren bereits getrennt. Somit konnte Gegensprechen realisiert werden.
Die Geschichte der Mobilfunknetze in der Schweiz startete am 9. Juni 1949. An diesem Tag nahm das Zürcher Transportunternehmen Welti-Furrer die erste Schweizer Radiovox-Anlage in Betrieb. Fahrzeuge, die mit Funkgeräten ausgerüstet waren, konnten via das Telefonnetz erreicht werden. Drei Jahre später wurde die Vermittlung zwischen Telefonteilnehmern und Fahrzeugen von Handvermittlung auf vollautomatischen Betrieb umgestellt. Neben den Taxiunternehmen nutzten auch die Zürcher Industriebetriebe und weitere Transportbetriebe das Telefonsystem. Die Reichweite betrug zirka 25 Kilometer von der zentralen Funkstelle in Zürich. Von einem nationalen Netz konnte nicht geredet werden. Bis 1975 entstanden 62 weitere isolierte Mobiltelefonsysteme. Insgesamt hatten diese Netze 1300 Teilnehmer.
1978 nahm die damalige PTT das analoge Natel A-Netz in Betrieb. 1983 folgte das NATEL B-Netz und 1987 das NATEL C-Netz. Als erster Mobilfunkbetreiber der Schweiz nahm im März 1993 Swiss Telecom ihr digitales Natel-D-Netz in Betrieb. Fünfeinhalb Jahre lang war es das einzige Mobilnetz der Schweiz; im Vergleich zu anderen Ländern gab es erst sehr spät eine Konzessionsvergabe an weitere Anbieter. 1997 wurde der Name des Mutterkonzerns in «Swisscom» geändert; die Mobilfunksparte erhielt als eigenständige Tochterfirma den Namen «Swisscom Mobile». Seit der Fusion der Tochterfirmen mit dem Mutterkonzern zur neuen «Swisscom (Schweiz) AG» Anfang 2008 tritt die Firma einheitlich als Swisscom im Schweizer Markt auf.
Im Dezember 1998 trat diAx als zweiter Mobilfunkanbieter mit günstigen Preisen und innovativen Produkten in den Schweizer Markt ein. Der Konkurrenzkampf um Kunden führte zu einem ersten grösseren Preisrutsch. Anfänglich war das Netz jedoch nur entlang von Autobahnen und in städtischen Gebieten vorhanden. Durch den kontinuierlichen Ausbau des Netzes auch in ländlichen Regionen erreichte diAx bald eine bessere Abdeckung, vor allem auch dadurch, dass das SBB-Netz als Backbone genutzt werden konnte. Nach der Fusion mit der damals nur im Festnetz tätigen «sunrise» Ende 2000 einigte man sich auf den neuen Markennamen sunrise, der offizielle Name des Unternehmens lautete (aufgrund der Beteiligung des dänischen Mutterhauses TDC A/S) «TDC Switzerland AG». Infolge der Besitzverhältnisänderung lautete der Name des Unternehmens ab 4. Oktober 2007 «Sunrise Communications AG», der Markenname Sunrise wird neu gross geschrieben.
Ein halbes Jahr später, im Juni 1999, startete Orange mit einer grossen Werbekampagne mit seinem Netz. Dieses deckte zu Beginn jedoch nur städtische Gebiete ab; in weiten Landesteilen war das Netz noch nicht ausgebaut. Dank dem nationalen Roaming mit Swisscom hatte Orange im Gegensatz zu Sunrise Communications von Beginn weg auch in Randregionen eine akzeptable Abdeckung. Im Juli 2003 schaffte Orange den Schritt in die Unabhängigkeit und beendete das nationale Roaming nach über vier Jahren.
Am 18. Dezember 2003 erhielten zwei neue Mobilfunkanbieter, Tele2 und In&Phone, je eine Konzession für den Betrieb eines GSM-Mobilfunknetzes. Beide Telekommunikationsunternehmen nahmen im Juni 2005 ihre Netze im 1800-MHz-Band in Betrieb. Tele2 konzentrierte sich mit seinem «City-Netz» anfänglich auf die Stadt Zürich. Während den darauf folgenden Jahren wurde das Mobilnetz jedoch auf weitere Städte und Agglomerationen ausgedehnt; Mitte 2008 war rund die Hälfte der Bevölkerung versorgt. In&Phone konzentrierte sich hingegen ausschliesslich auf Geschäftskunden und bot Lösungen in Form eines lokalen Campus-Netzes für die Innen- und Aussenversorgung von Firmen(-geländen).
Am 29. September 2008 gab Sunrise Communications die Übernahme von Tele2 Schweiz bekannt. Nach der Zustimmung der Wettbewerbskommission (WEKO) am 21. November 2008 wurde das Tele2-Mobilnetz abgeschaltet. Die 491'000 Kunden sowie die rund 50 Mitarbeitenden des ehemaligen Mobilfunkbetreibers wurden übernommen; die Mobilfunkkonzession wurde zurückgegeben. Tele2 blieb danach als Marke der Sunrise Communications AG noch bis März 2010 bestehen, danach wurden keine Produkte mehr verkauft. Einige der ehemaligen Mobilfunkanlagen von Tele2 konnten durch Sunrise Communications weiterbetrieben werden; die restlichen Standorte (rund 400) wurden im März 2010 an den Netzbetreiber In&Phone verkauft.
Am 25. November 2009 teilten Sunrise Communications und Orange ihre Absicht zur Fusion mit. Die dänische TDC, deren Tochtergesellschaft Sunrise Communications war, spielte mit dem Gedanken, sich aus der Schweiz zurückzuziehen. Orange hingegen erhoffte sich, durch Zusammenlegung der Mobilfunknetze Kosten sparen zu können.
In der Ausgabe 12/2009 des Magazins Connect wurden die Schweizer Mobilfunknetze im «Netztest 2009» erstmals ausgiebig getestet. Swisscom und Sunrise Communications schnitten mit «Sehr gut» ab, wobei Sunrise Communications bei der Datenübertragung Marktführerin Swisscom sogar noch knapp übertreffen konnte. Bei Orange reichte es nur für ein «Befriedigend», was wohl hauptsächlich daran lag, dass das GSM-Netz noch nicht mit EDGE aufgerüstet worden war. Zudem war das UMTS-Netz bezüglich Kapazität und Reichweite weniger stark ausgebaut als bei der Konkurrenz.
Ende April 2010 entschied die WEKO, den Zusammenschluss von Sunrise Communications und Orange zu untersagen. Die betroffenen Unternehmen planten zunächst einen Rekurs gegen diesen Entscheid, welcher aber nach wenigen Wochen zurückgezogen wurde. Beide Mobilfunkanbieter bekräftigten, alleine weitermachen zu wollen. In den darauffolgenden Monaten kündigte Orange an, neue Angebote zu lancieren und in den nächsten zwei Jahren besonders stark in den Netzausbau zu investieren. Insbesondere sollte die UMTS-Kapazität erhöht sowie das GSM-Netz im Rahmen einer Gesamterneuerung mit EDGE aufgerüstet werden. Auch Sunrise Communications kündigte für die folgenden fünf Jahre Infrastrukturinvestitionen in der Höhe von rund 1 Mrd. CHF an. So soll vor allem die Netzkapazität durch weitere Aufrüstung mit HSPA+ erhöht werden.
Im Netztest 2010 des Magazins Connect wurden die Mobilfunknetze erneut getestet und miteinander verglichen. Swisscom schnitt wiederum mit «Sehr gut» ab, Sunrise Communications erreichte ein «Gut», Orange gar nur noch ein «Ausreichend». Ein Jahr später, im Netztest 2011, änderte sich die Rangliste. Die bisher letztplatzierte Orange konnte sich stark verbessern und wurde als «Gut» bewertet. Swisscom erreichte erneut ein «Sehr gut», Sunrise Communications musste sich zum ersten Mal mit dem dritten Platz und einem «Befriedigend» zufriedengeben. Im darauf folgenden Jahr konnten sich zwar alle drei Netzbetreiber verbessern; Rangliste und Bewertung blieben im Netztest 2012 aber unverändert.
Im Februar 2012 wurden in einer einzigartigen Auktion sämtliche bestehenden und neuen Mobilfunkfrequenzen neu vergeben. Zur Teilnahme hatten sich die vier Unternehmen Swisscom, Sunrise, Orange und In&Phone beworben, wobei letzteres die Zulassungsbedingungen nicht erfüllte und deshalb nicht zur Auktion zugelassen wurde. Die Einnahmen für den Bund beliefen sich auf rund 996 Millionen CHF. Da die Konzessionen technologieneutral erteilt wurden, können die Frequenzbänder für verschiedene Technologien (GSM, UMTS, LTE) verwendet werden.
Die Mobilfunkbetreiber haben folgende Bandbreiten ersteigert:
| Frequenzband | Swisscom                | Sunrise Communications | Salt               |
| ------------ | ----------------------- | ---------------------- | ------------------ |
| 800 MHz      | 20 MHz                  | 20 MHz                 | 20 MHz             |
| 900 MHz      | 30 MHz                  | 30 MHz                 | 10 MHz             |
| 1800 MHz     | 60 MHz                  | 40 MHz                 | 50 MHz             |
| 2100 MHz     | FDD: 60 MHz TDD: 0      | FDD: 20 MHz TDD: 0     | FDD: 40 MHz TDD: 0 |
| 2600 MHz     | FDD: 40 MHz TDD: 45 MHz | FDD: 50 MHz TDD: 0     | FDD: 40 MHz TDD: 0 |

Nachdem Swisscom im September 2010 erstmals ein LTE-Testnetz aufgeschaltet hatte und Ende 2011 mit einem Pilotprojekt in verschiedenen Wintersportgebieten gestartet war, wurde am 29. November 2012 das erste LTE-Netz der Schweiz kommerziell in Betrieb genommen. Am 28. Mai 2013 startete Orange als zweiter Mobilnetzbetreiber; Sunrise Communications folgte am 19. Juni 2013. Ende 2013 lief die Konzession des ehemaligen vierten Netzbetreibers in&phone für den Betrieb eines GSM-Mobilfunknetzes aus.
Im Mobilfunk-Netztest 2013 wurden die drei Schweizer Mobilfunknetze erneut getestet und miteinander verglichen. Swisscom schnitt zum fünften Mal in Folge mit «Sehr gut» ab. Sunrise Communications konnte sich stark verbessern und erreichte mit einem «Gut» wieder den zweiten Rang. Die drittplatzierte Orange schnitt ebenfalls mit einem «Gut» ab. Ein Jahr später im Mobilfunk-Netztest 2014 verbesserten sich alle drei Anbieter und erreichten bei unveränderter Rangliste zum ersten Mal gemeinsam die Bewertung «Sehr gut». Im internationalen Vergleich bieten die Schweizer Mobilfunknetze damit eine sehr gute Performance.
Im März 2023 kündigte Salt an, dass die Abdeckung in der Schweiz ab 2024 durch das Satellitennetzwerk Starlink auf 100 % erweitert werden soll.

## Anzahl Mobilfunkanschlüsse und Marktanteile
Mobilfunkanschlüsse und Marktanteile:
| Mobilfunkanschlüsse in der Schweiz (Anzahl in 1'000, Stand 31. Dezember 2017) |       |       |       |       |       |       |       |       |       |       |       |       |       |       |        |        |        |        |        |        |        |     |  |     |  |     |  |     |  |     |  |     |  |     |  |     |  |     |  |     |  |     |  |
| Jahr                                                                          |       | '98   |       | '99   |       | '00   |       | '01   |       | '02   |       | '03   |       | '04   |        | '05    |        | '06    |        | '07    |        | '08 |  | '09 |  | '10 |  | '11 |  | '12 |  | '13 |  | '14 |  | '15 |  | '16 |  | '17 |  | '18 |  |
| Swisscom                                                                      | 1'670 | 2'255 | 2'970 | 3'370 | 3'605 | 3'792 | 3'908 | 4'280 | 4'632 | 5'007 | 5'370 | 5'602 | 5'828 | 6'049 | 6'217  | 6'407  | 6'460  | 6'555  | 6'612  | 6'637  | 6'551  |     |  |     |  |     |  |     |  |     |  |     |  |     |  |     |  |     |  |     |  |     |  |
| Sunrise Communications                                                        | 0     | 430   | 675   | 944   | 1'134 | 1'260 | 1'190 | 1'267 | 1'361 | 1'524 | 1'770 | 1'860 | 2'015 | 2'116 | 2'142  | 2'491  | 3'253  | 3'211  | 2'967  | 2'876  | 2'797  |     |  |     |  |     |  |     |  |     |  |     |  |     |  |     |  |     |  |     |  |     |  |
| Salt                                                                          | 0     | 250   | 770   | 925   | 963   | 1'085 | 1'137 | 1'249 | 1'395 | 1'509 | 1'542 | 1'565 | 1'571 | 1'614 | 1'669  | 1'659  | 2'180  | 2'167  | 1'872  | 1'906  | 1'883  |     |  |     |  |     |  |     |  |     |  |     |  |     |  |     |  |     |  |     |  |     |  |
| Total                                                                         | 1'670 | 2'935 | 4'415 | 5'239 | 5'702 | 6'137 | 6'235 | 6'796 | 7'388 | 8'040 | 8'683 | 9'027 | 9'414 | 9'779 | 10'028 | 10'554 | 11'893 | 11'933 | 11'451 | 11'419 | 11'230 |     |  |     |  |     |  |     |  |     |  |     |  |     |  |     |  |     |  |     |  |     |  |
|                                                                               |       |       |       |       |       |       |       |       |       |       |       |       |       |       |        |        |        |        |        |        |        |     |  |     |  |     |  |     |  |     |  |     |  |     |  |     |  |     |  |     |  |     |  |
| Marktanteile im Mobilfunk in der Schweiz (in %, Stand 31. Dezember 2017)      |       |       |       |       |       |       |       |       |       |       |       |       |       |       |        |        |        |        |        |        |        |     |  |     |  |     |  |     |  |     |  |     |  |     |  |     |  |     |  |     |  |     |  |
| Jahr                                                                          |       | '98   |       | '99   |       | '00   |       | '01   |       | '02   |       | '03   |       | '04   |        | '05    |        | '06    |        | '07    |        | '08 |  | '09 |  | '10 |  | '11 |  | '12 |  | '13 |  | '14 |  | '15 |  | '16 |  | '17 |  | '18 |  |
| Swisscom                                                                      | 100   | 76,8  | 67,3  | 64,3  | 63,2  | 61,8  | 62,7  | 63,0  | 62,7  | 62,3  | 61,9  | 62,1  | 61,9  | 61,9  | 62,0   | 60,7   | 54,3   | 54,9   | 57,7   | 58,1   | 58,3   |     |  |     |  |     |  |     |  |     |  |     |  |     |  |     |  |     |  |     |  |     |  |
| Sunrise Communications                                                        | 0     | 14,7  | 15,3  | 18,0  | 19,9  | 20,5  | 19,1  | 18,6  | 18,4  | 19,0  | 20,4  | 20,6  | 21,4  | 21,6  | 21,4   | 23,6   | 27,4   | 26,9   | 25,9   | 25,2   | 24,9   |     |  |     |  |     |  |     |  |     |  |     |  |     |  |     |  |     |  |     |  |     |  |
| Salt                                                                          | 0     | 8,5   | 17,4  | 17,7  | 16,9  | 17,7  | 18,2  | 18,4  | 18,9  | 18,8  | 17,8  | 17,3  | 16,7  | 16,5  | 16,6   | 15,7   | 18,3   | 18,2   | 16,4   | 16,7   | 16,8   |     |  |     |  |     |  |     |  |     |  |     |  |     |  |     |  |     |  |     |  |     |  |
| Total                                                                         | 100   | 100   | 100   | 100   | 100   | 100   | 100   | 100   | 100   | 100   | 100   | 100   | 100   | 100   | 100    | 100    | 100    | 100    | 100    | 100    | 100    |     |  |     |  |     |  |     |  |     |  |     |  |     |  |     |  |     |  |     |  |     |  |
|                                                                               |       |       |       |       |       |       |       |       |       |       |       |       |       |       |        |        |        |        |        |        |        |     |  |     |  |     |  |     |  |     |  |     |  |     |  |     |  |     |  |     |  |     |  |

## Service-Provider
Service-Provider (auch Oberbegriff MVNO bekannt) sind Firmen, die über keine eigene Netzinfrastruktur bzw. Mobilfunklizenz verfügen und deshalb bei einem Netzbetreiber Netznutzungsrechte erwerben. Diese verkaufen sie dann mittels eigener Produkte und Dienstleistungen an ihre Kunden weiter. Momentan sind auf dem Schweizer Mobilfunkmarkt folgende Service-Provider tätig:
| Markenname         | Unternehmung                              | Mobilnetz | Vorwahl | Model            | Kundensegment               | Payment              |
| ------------------ | ----------------------------------------- | --------- | ------- | ---------------- | --------------------------- | -------------------- |
| ALDI SUISSE mobile | Aldi Suisse, Schwarzenbach                | Sunrise   | 076     | Branded Reseller | Privatkunden                | Pre Paid + Post Paid |
| breitband.ch       | ImproWare, Pratteln                       | Sunrise   | 077     | MVNE             | Privat- und Geschäftskunden | Post Paid            |
| Coop Mobile        | Coop, Basel                               | Swisscom  | 077     |                  | Privatkunden                |                      |
| Digital Republic   | Digital Republic                          | Sunrise   | 077     | MVNO             | Privat- und Geschäftskunden | Post Paid            |
| FL1                | Telecom Liechtenstein                     | Sunrise   | 077     | MVNO             | Privat- und Geschäftskunden | Post Paid            |
| Galaxus Mobile     | Digitec Galaxus, Zürich                   | Sunrise   | 076     | MVNO             | Privatkunden                | Post Paid            |
| GGA Maur           | Genossenschaft GGA Maur, Binz             | Sunrise   | 077     | MVNO             | Privat- und Geschäftskunden | Post Paid            |
| GoMo               | Salt Mobile                               | Salt      | 078     |                  | Privatkunden                |                      |
| Höfner Mobile      | EW Höfe                                   | Sunrise   | 077     | MVNE             | Privat- und Geschäftskunden | Post Paid            |
| iWay               | iWay                                      | Salt      | 078     | ?                | ?                           |                      |
| Lebara Mobile      | YOL Communications (Sunrise)              | Sunrise   | 076     | Branded Reseller | Privatkunden                | Pre Paid + Post Paid |
| Leucom             | Leucom, Frauenfeld                        | Sunrise   | 077     | MVNE             | Privatkunden                | Post Paid            |
| Lidl Connect       | Lidl Schweiz                              | Salt      | 078     |                  | Privatkunden                |                      |
| Lycamobile         | Lycamobile, Zürich                        | Salt      | 0779    |                  | Privatkunden                |                      |
| M-Budget Mobile    | Migros-Genossenschafts-Bund, Zürich       | Swisscom  | 0774    |                  | Privatkunden                |                      |
| Mucho              | Beeone Communications, Lancy              | Swisscom  | 0775    | MVNO             | Privatkunden                |                      |
| net+               | net+                                      | Sunrise   | 077     | MVNO             | Privat- und Geschäftskunden | Post Paid            |
| Post Mobile        | Salt Mobile / Post AG                     | Salt      | 078     | Branded Reseller | Privatkunden                |                      |
| Quickline Mobile   | Quickline, Nidau                          | Sunrise   | 076     | MVNO             | Privat- und Geschäftskunden | Post Paid            |
| Rii Seez Net       | Rii Seez Net 9471 Buchs                   | Sunrise   | 077     | MVNE             | Privat- und Geschäftskunden | Post Paid            |
| SAK mobile         | St. Gallisch-Appenzellische Kraftwerke AG | Sunrise   | 077     | MVNO             | Privat- und Geschäftskunden | Post Paid            |
| Sasag              | sasag Kabelkommunikation, Schaffhausen    | Sunrise   | 077     | MVNE             | Privat- und Geschäftskunden | Post Paid            |
| seabix             | Seabix AG                                 | Sunrise   | 077     | MVNE             | Privat- und Geschäftskunden | Post Paid            |
| spusu              | spusu AG, Winterthur                      | Salt      | 078     | MVNO             | Privatkunden                |                      |
| swype              | Sunrise GmbH                              | Sunrise   | 076     | Branded Reseller | Privatkunden                | Pre Paid             |
| TalkTalk Mobile    | TalkTalk, Zug                             | Sunrise   | 076     | MVNO             | Privatkunden                | Post Paid            |
| Teleboy            | Teleboy AG, Zürich                        | Sunrise   | 077     | MVNO             | Privatkunden                | Post Paid            |
| Thurcom            | Technische Betriebe, Wil SG               | Sunrise   | 077     | MVNE             | Privatkunden                | Post Paid            |
| Ticinocom Mobile   | Ticinocom                                 | Sunrise   | 077     | MVNE             | Privat- und Geschäftskunden | Post Paid            |
| VTX Mobile         | VTX Services                              | Salt      | 078     |                  | Privat- und Geschäftskunden |                      |
| Wingo Mobile       | Swisscom                                  | Swisscom  | 079     |                  | Privatkunden                |                      |
| yallo              | YOL Communications (Sunrise)              | Sunrise   | 076     | Branded Reseller | Privatkunden                | Pre Paid + Post Paid |
| YplaY              | GIB-Solutions, Uitikon                    | Sunrise   | 077     | MVNE             | Privatkunden                | Post Paid            |

Die folgenden Service-Provider bieten für Neukunden keine Angebote mehr an:
| Markenname                              | Unternehmung                                  | Mobilnetz | Vorwahl | Kundensegment |
| --------------------------------------- | --------------------------------------------- | --------- | ------- | ------------- |
| 20 Minuten Mobile                       | 20 Minuten, Zürich                            | Sunrise   | 077     | Privatkunden  |
| Cablecom Mobile                         | Cablecom                                      | Sunrise   | 076     | Privatkunden  |
| Das ABO (aufgegangen in Post Mobile)    | Salt Mobile                                   | Salt      | 078     | Privatkunden  |
| ERA                                     | ERA (Media Markt)                             | Sunrise   | 076     | Privatkunden  |
| mobilezone net                          | Mobilezone Holding, Regensdorf                | Salt      | 078     | Privatkunden  |
| ok.- mobile                             | Valora, Muttenz (Zusammenarbeit mit TalkEasy) | Sunrise   | 077     | Privatkunden  |
| Ortel Mobile                            | YOL Communications (Sunrise)                  | Sunrise   | 076     | Privatkunden  |
| Primobile                               | Pro Juventute                                 | Sunrise   | 076     | Privatkunden  |
| Red Bull Mobile                         | Red Bull                                      | Sunrise   | 076     | Privatkunden  |
| TalkEasy                                | Valora, Muttenz                               | Sunrise   | 077     | Privatkunden  |
| upc mobile (fusioniert mit Sunrise)     | Sunrise Communications                        | Sunrise   | 076     | Privatkunden  |
| SimplyMobile (umbenannt in Coop Mobile) | Swisscom                                      | Swisscom  | 079     | Privatkunden  |

### Geschichte der Service-Provider
Service-Provider spielten in der Schweiz vor 2005 nur eine untergeordnete Rolle. Im Jahr 2005 gab es in der Schweiz einen wahrhaften Provider-Boom.
Am 15. Mai 2005 machte yallo den Einstieg als erster Provider in den Mobilfunkmarkt. Das Schwesterunternehmen von Sunrise Communications vermarktete sein Produkt anfänglich nur online; mittlerweile ist es aber auch offline zugänglich. Heute ist yallo wie Sunrise eine Marke der Sunrise Communications AG.
Der Einstieg der beiden grössten Schweizer Detailhandelsunternehmen Coop und Migros in den Mobilfunkmarkt löste mit der Bekanntgabe der Tarife am 12. September 2005 einen Preiskampf zwischen den beiden neuen Anbietern aus. So wurden innerhalb weniger Stunden die Minutenpreise von M-Budget Mobile und CoopMobile gegenseitig unterboten.
Am 16. Dezember 2005 startete Cablecom in Kooperation mit Sunrise Communications sein Prepaid-Angebot cablecom mobile mit Minutenpreisen, die um bis zu 20 % tiefer waren als die bestehenden Prepaid-Tarife. Der Einstieg von Cablecom löste den bisher grössten Preiskampf zwischen den Providern aus. In mehreren Runden senkten sämtliche Provider ihre Minutenpreise und unterboten sich gegenseitig. Dies führte dazu, dass der Prepaid-Minutentarif erstmals bei allen Providern unter 40 Rappen fiel. Mittlerweile ist das Angebot von Cablecom für Neukunden jedoch nicht mehr erhältlich.
Im Dezember 2005 lancierte abalon telecom mit abamobile als erster Provider ausschliesslich Angebote für Geschäftskunden. Am 16. Januar 2006 folgte mobilezone net (inzwischen nicht mehr erhältlich) erstmals auch mit Postpaid-Angeboten.
Im Juni 2006 führte yallo einen internationalen Einheitstarif von 39 Rappen pro Minute ein; zudem wurde der Tarif für netzinterne Gespräche auf 5 Rappen pro Minute gesenkt.
Im Oktober 2006 startete TalkTalkMobile auf dem Netz von Sunrise. TalkTalkMobile bietet als erster Schweizer Provider seinen Kunden kostenlose Gespräche in Österreich, Deutschland, Italien und der Schweiz vom Festnetz oder Mobilnetz ins Fest- oder Mobilnetz. Die Voraussetzung hierfür war anfänglich allerdings ein Festnetzanschluss bei TalkTalk.
Im Februar 2007 trat mit Lebara Mobile ein weiterer Provider in den Mobilfunkmarkt ein. Der Provider, welcher auch in sechs weiteren europäischen Ländern tätig ist, nutzt das Mobilnetz von Sunrise Communications und fokussiert sich mit seinem Produkt auf Kunden, die ins Ausland telefonieren. So kann man beispielsweise schon ab 5 Rappen pro Minute ins westeuropäische Festnetz telefonieren.
Im November 2007 lancierte die deutsche Supermarktkette Aldi ebenfalls ein Produkt mit dem Namen Aldi Suisse Mobile. Auch dieser Provider benutzt das Mobilnetz von Sunrise. Der Tarif von 14 Rappen ist sehr günstig, gilt allerdings nur im eigenen Netz und im Festnetz. Ansonsten fallen 34 Rappen an.
Im Oktober 2010 stellte 20 Minuten das Angebot 20 Minuten Mobile vor. Der Provider nutzt das Mobilnetz von Sunrise Communications und verfügt über Prepaid- und Aboangebote. Der Minutentarif beträgt 20 Rappen, dazu kommen noch 20 Rappen Verbindungsgebühr pro Anruf. Der von der Zeitungsherausgeberin Tamedia zusammen mit Sunrise Communications lancierte Handy-Tarif 20 Minuten Mobile wird nach acht Monaten bereits wieder eingestellt.
Am 6. Dezember 2010 lancierte die Kiosk-Betreiberin Valora zusammen mit Orange das Angebot ok.- mobile. Der Einheitspreis beträgt 22 Rappen in alle Netze. Der Dienst wurde per 31. Dezember 2021 eingestellt.
Im August 2010 führte Finecom Telecommunications AG das Postpaid Mobilfunkangebot Quickline Mobil ein, welches das kostenlose telefonieren zwischen Familienmitglieder und dem Quickline Festnetzanschluss ermöglicht.
Zum 1. Juli 2013 fusionierten TalkTalk Telecom und mobilezone com zur TalkTalk AG, von der die TalkTalk-Produkte weiter angeboten werden.
Am 11. Juli 2013 gab Sunrise Communications die Übernahme der Lebara GmbH bekannt. Laut Medienmitteilung wird Lebara als separates Unternehmen weitergeführt und der Markenname Lebara Mobile bleibt bestehen.
Am 29. Juli 2013 gab Sunrise Communications die Übernahme der Treternity Ortel Mobile AG bekannt. Laut Medienmitteilung wird Ortel als separates Unternehmen weitergeführt und der Markenname Ortel Mobile bleibt bestehen.
Im Jahr 2021 wurde Sunrise Communications von UPC Schweiz übernommen. Anschliessend wurde UPC Schweiz in Sunrise GmbH umbenannt.